# Диктаторът
„Диктаторът“ (на английски: The Dictator) е политическа сатирична комедия от 2012 г. с участието на Саша Барън Коен в четвъртия му филм в главна роля. Режисьор е Лари Чарлс, който предишно режисира предишните псевдодокументални филми на Барън Коен – „Борат“ и „Бруно“.
В България филмът е пуснат по кината на 18 май 2012 г. от Форум Филм България.
На 30 януари 2021 г. е излъчен по FOX с български дублаж, записан в Андарта Студио. Екипът се състои от:
| Преводач            | Пламен Узунов                                                            |
| Тонрежисьор         | Надежда Иванова                                                          |
| Режисьор на дублажа | Станислав Пищалов                                                        |
| Озвучаващи артисти  | Даринка Митова Явор Караиванов Симеон Владов Борис Кашев Димитър Ангелов |